# Kingwangala
 (novembre 2022).
Kingwangala (ou Kinwangala ou Sha-Kisandji) est une localité du territoire de Kasongo-Lunda dans la province du Kwango en République démocratique du Congo.
La commune de Kingwangala a été créée par l’arrêté ministériel n° 067/2007 du 4 novembre 2002. Elle est délimitée au nord par la rivière Ngoma ; au sud par la rivière Uta ; à l’est par la rivière Kamisangi ; à l’ouest par la source de la rivière Nzamba et au nord-ouest par la source de la rivière Nsay (ou Tsay). Sept quartiers constituent la commune de Kingwangala : Panzi, Nsay, Kabemba, Tuzolana, Uta, Kamaulu et Landa-Bango.
Kingwanga est la plus grande commune de la province de Kwango, qui est située dans le secteur de Panzi, territoire de Kasongo-Lunda.
Sur le plan de l'éducation, la commune de Kingwangala compte plus de 25 écoles primaires et secondaires ainsi qu'un Institut Supérieur Pédagogique.
Elle possède, par ailleurs, au moins quatre terrains de football, dont le stade de Kamaulu, situé dans le quartier du même nom.
Personnalités liées
Benjamin Typologue Luzol (né en 1996), Ingénieur informaticien et poète amateur.

## Géographie
La localité est desservie par la route RP237 à 366 km au sud-est du chef-lieu territorial Kasongo-Lunda.

## Administration
La localité comportait 8 913 électeurs inscrits lors des élections de 2018, ce qui lui vaut le statut de commune rurale de moins de 80'000 électeurs. Cette classification lui attribue 7 conseillers municipaux.